# Never Lose Me
Never Lose Me è un singolo della rapper statunitense Flo Milli, pubblicato il 30 novembre 2023 come primo estratto dal secondo album in studio Fine Ho, Stay.

## Descrizione
La canzone le ha fatto guadagnare la sua prima entrata nella Billboard Hot 100.

## Video musicale
Il video musicale è stato reso disponibile il 15 dicembre 2023 attraverso il canale YouTube della rapper dove la si vede ballare in un'auto.

## Tracce
Testi e musiche di Flo Milli, 42 Dugg, Babyface Ray, Dougie F, Gerreaux e Hitoshi Kirigaya.
1. Never Lose Me – 2:05
2. Never Lose Me (feat. Lil Yachty) – 2:47
3. Never Lose Me (feat. Bryson Tiller) – 2:21
4. Never Lose Me (Slowed) – 3:14
5. Never Lose Me (Speed Up) – 1:49

Download digitale – Remix
1. Never Lose Me (feat. SZA, Cardi B)

## Classifiche

### Classifiche settimanali
| Classifica (2023-24) | Posizione massima |
| -------------------- | ----------------- |
| Australia            | 31                |
| Canada               | 17                |
| Irlanda              | 19                |
| Lettonia             | 9                 |
| Lituania             | 7                 |
| Nuova Zelanda        | 10                |
| Paesi Bassi          | 67                |
| Portogallo           | 116               |
| Regno Unito          | 15                |
| Stati Uniti          | 15                |

### Classifiche di fine anno
| Classifica (2024) | Posizione |
| ----------------- | --------- |
| Canada            | 73        |
| Nuova Zelanda     | 50        |
| Stati Uniti       | 49        |